# California Endangered Species Act
Pour les articles homonymes, voir Endangered Species Act.
En 1970, la Californie est devenue l'un des premiers États des États-Unis à mettre en œuvre une loi qui conserve et protège les espèces menacées et leur environnement. Le California Endangered Species Act (CESA) déclare que « toute espèce indigène de poissons, d'amphibiens, de reptiles, d'oiseaux, de mammifères et de plantes et leur habitat menacée d'extinction ainsi que celles connaissant un déclin important qui, sans mesures prises, conduiraient à un statut menacé ou en voie de disparition, seront protégées ou préservées. »
En Californie, le Department of Fish and Wildlife supervise la CESA et veille au respect des lois/règlements et détermine l'inclusion d'espèces supplémentaires au CESA. Il délivre des amendes pouvant aller jusqu'à 25 000 $ et/ou six mois d'emprisonnement pour les crimes impliquant des espèces menacées et jusqu'à 50 000 $ et/ou un an d'emprisonnement pour les crimes impliquant des espèces en voie de disparition.
En mars 2015, le CESA recense 49 animaux en voie de disparition et 37 menacés. En avril 2023, le CESA recense 54 animaux en voie de disparition et 43 menacés ainsi que 137 plantes en voie de disparition et 21 menacées répertoriés par l'État.
La loi californienne sur les espèces en voie de disparition est considérée comme supérieure aux lois similaires adoptées dans d'autres États en raison de sa conception globale, son implication dans la poursuite de la prévention et de ses relations de coopération avec des programmes tels que Natural Community Conservation Planning (NCCP).

## Inclusion des abeilles
En 2018, des groupes d'intérêt public ont réclamé l'ajout de quatre espèces de bourdons en voie de disparition en Californie, ce qui fut initialement approuvé ; mais en 2019, cette décision fut niée par une requête déposée devant le tribunal de première instance, affirmant que la loi ne permettait pas l'inclusion d'insectes en voie de disparition. Or en mai 2022, la Cour d'appel de Californie confirma que les bourdons (et tout autre invertébré) sont bel et bien protégés en vertu de la CESA, la loi ayant depuis 1984 explicitement inclus les invertébrés dans la définition de poisson (« poissons sauvages, mollusques, crustacés, invertébrés, amphibiens […] ») et qu'il était par conséquent normal que les abeilles bénéficient également d'une telle protection,.